# Ropa Fahrzeug- und Maschinenbau
Die Ropa Fahrzeug- und Maschinenbau GmbH (Eigenschreibweise: ROPA) ist ein deutscher 
Landmaschinenhersteller für Rübenvollernter, Rübenreinigungslader und Kartoffelroder mit Sitz im niederbayerischen Herrngiersdorf-Sittelsdorf.
Das Unternehmen befindet sich im Besitz der Familie Paintner.

## Geschichte

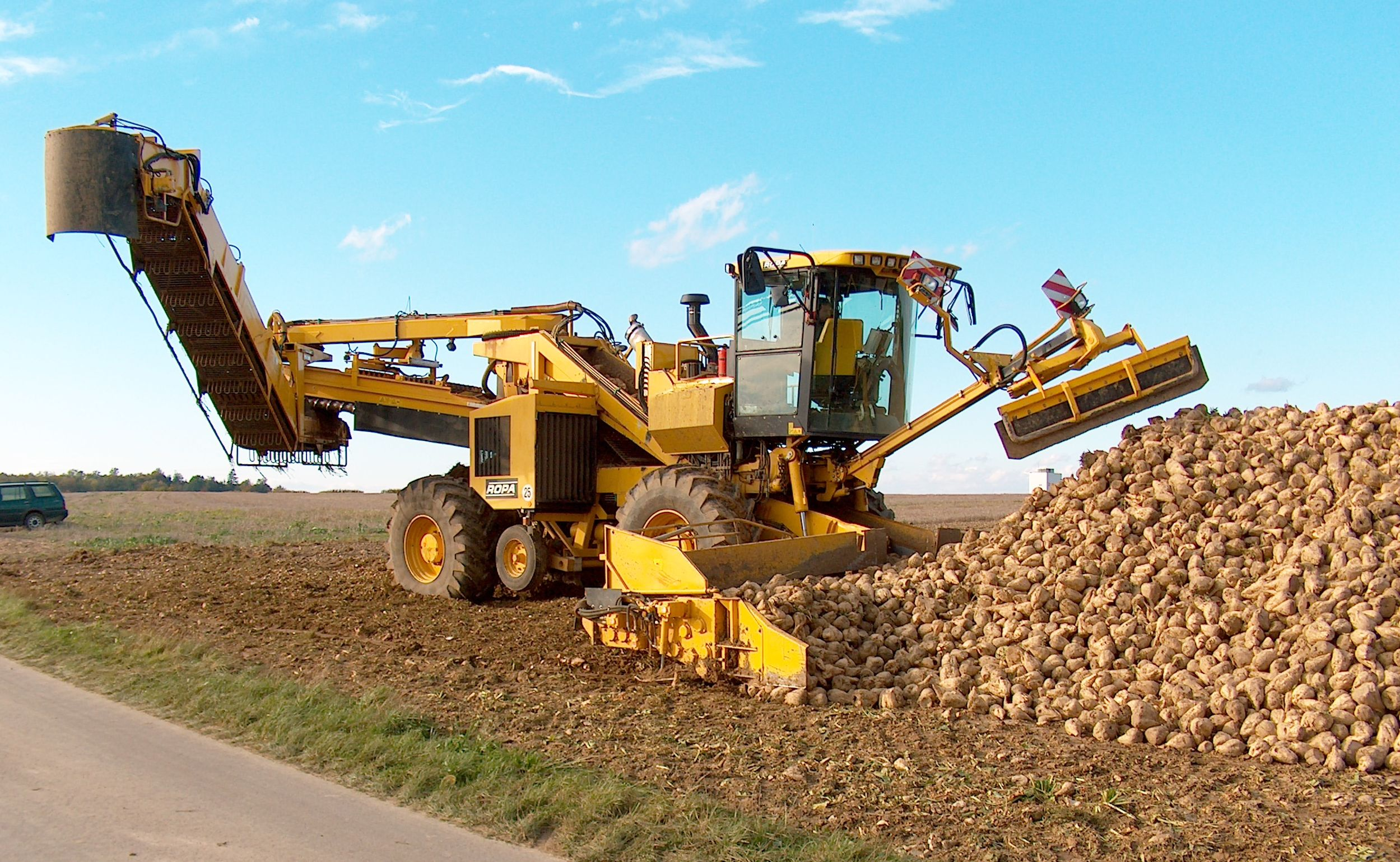
ROPA euro-Maus

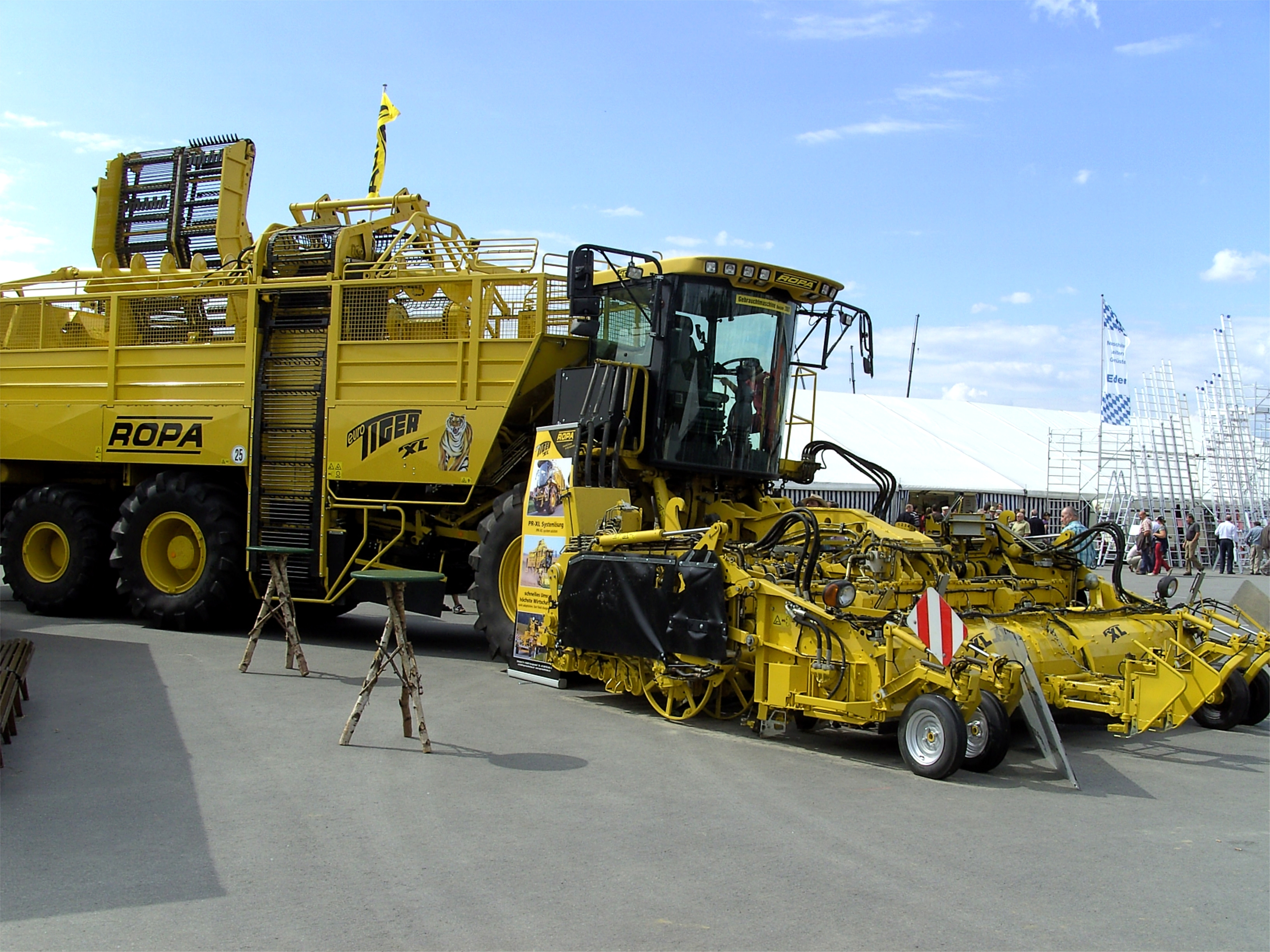
ROPA euro-Tiger V8-3 XL auf einer Ausstellung

Die Geschichte des Landmaschinenherstellers Ropa geht auf den Landwirt und Bastler Hermann Paintner zurück, der im Alter von 25 Jahren im Jahr 1972 auf dem elterlichen Betrieb seinen ersten selbstfahrenden Zuckerrübenvollernter aus anderen Fahrzeugkomponenten, größtenteils von ihm selbst auf den umliegenden Schrottplätzen gesammelt, zusammenbaute.
Als sich ein Jahr später Interessenten für einen Vollernter fanden, wurde die Landtechnikfirma von Alfons Holmer beauftragt einen selbstfahrenden Köpfrodebunker zu bauen. Die Interessenten waren elf Landwirte aus der Umgebung, Verbandsvertreter der fränkischen und bayrischen Zuckerrübenanbauer und der Südzucker AG. Paintner konstruierte und entwickelte auf selbstständiger Basis für Holmer weiter. 1974 wurde der erste Holmer, System Paintner ausgeliefert.
Schließlich trennte sich Paintner von der Firma Holmer aus Streitigkeitsgründen und gründete im Jahr 1986 gemeinsam mit dem Händler Rockermeier sein eigenes Unternehmen, die Ropa Fahrzeug und Maschinenbau GmbH. Sitz von Ropa ist im niederbayerischen Sittelsdorf, unweit des Firmensitzes von Holmer in Eggmühl.
Zunächst entwickelte Paintner in den 1980er-Jahren kleinere und günstigere Rübenvollernter, die sich aber auf dem Markt nicht durchsetzen konnten. 1987 erhielt Paintner von der Südzucker AG den Auftrag ein Rübenladegerät zu entwerfen. Ergebnis war die Lade-Maus, die das Reinigen und Laden der Zuckerrüben von der Miete am Feldrand auf den LKW bewerkstelligte.
Im Jahr 1988 wurde ein Rübenvollernter entwickelt der durch seine neue Konstruktion einen geringeren Bodendruck und eine bessere Reinigungsleistung erzielte. Im Jahr 1992 wurde der damals weltweit größte Bunkerköpfrübenroder vorgestellt, der einen Bunkerinhalt von insgesamt 35 m³ hatte und dreiachsig war. 1998 war das Entstehungsjahr des euro-Tigers und der euro-Maus, die im Laufe der Jahre stets modernisiert wurden. 2005 lief die Serienproduktion für den euro-Tiger V8 an, 2010 wurde das neuste Produkt, die euro-Maus 4 vorgestellt.
Mit Wirkung zum 1. September 2015 übernahm Ropa das Unternehmen WM Kartoffeltechnik.

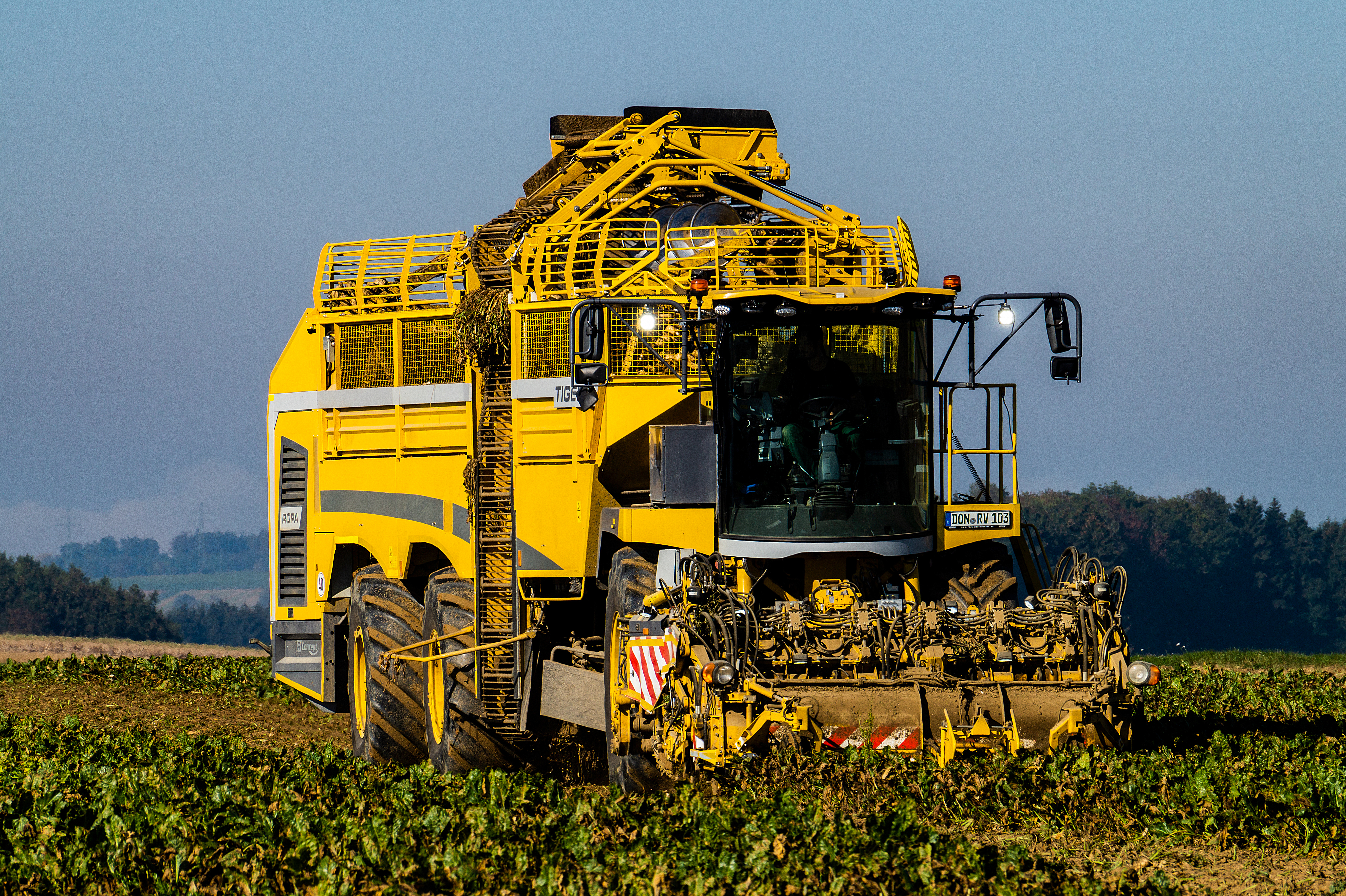
ROPA Tiger 6

## Produkte

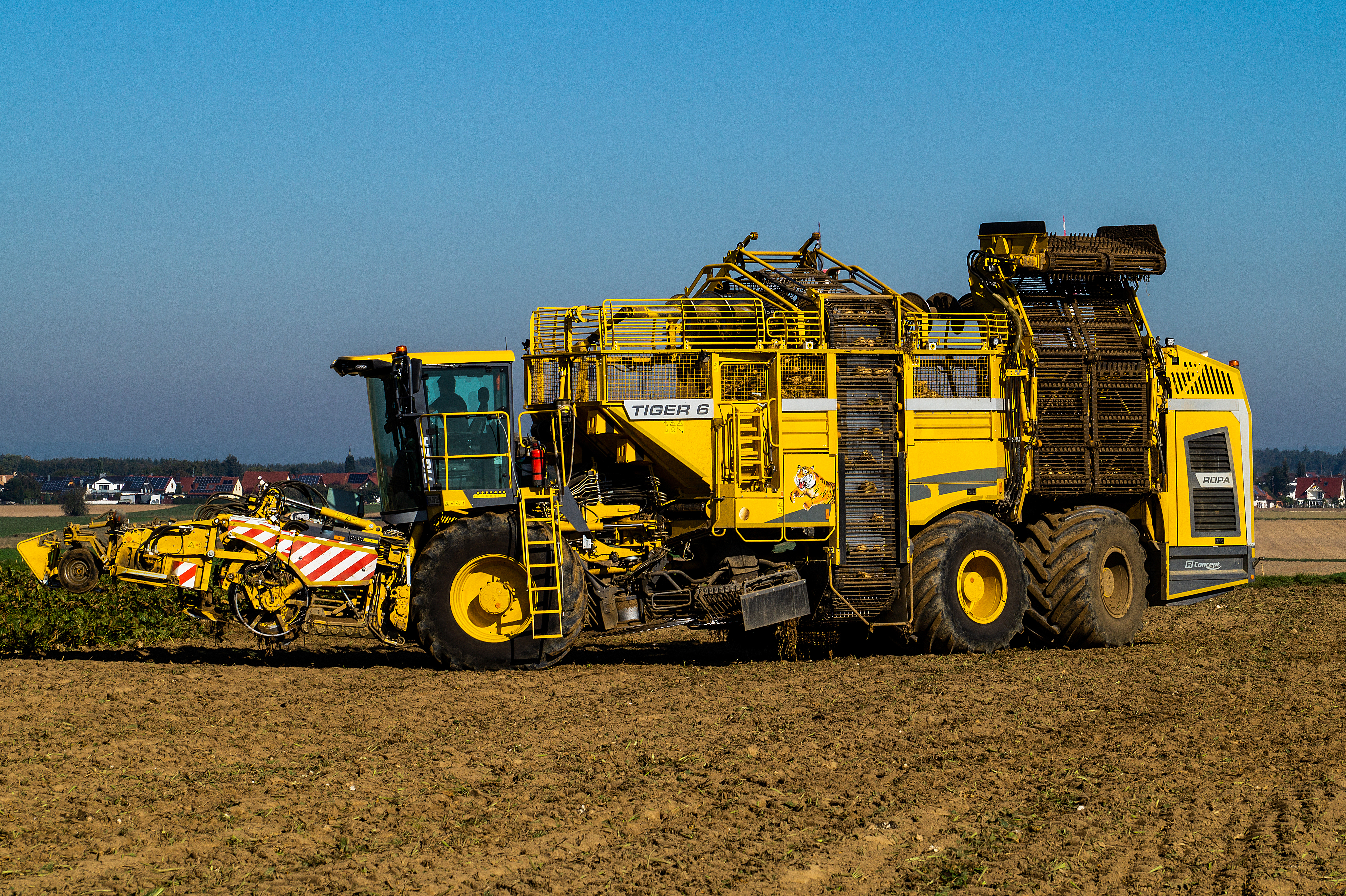
ROPA Tiger 6 (Seitenansicht)

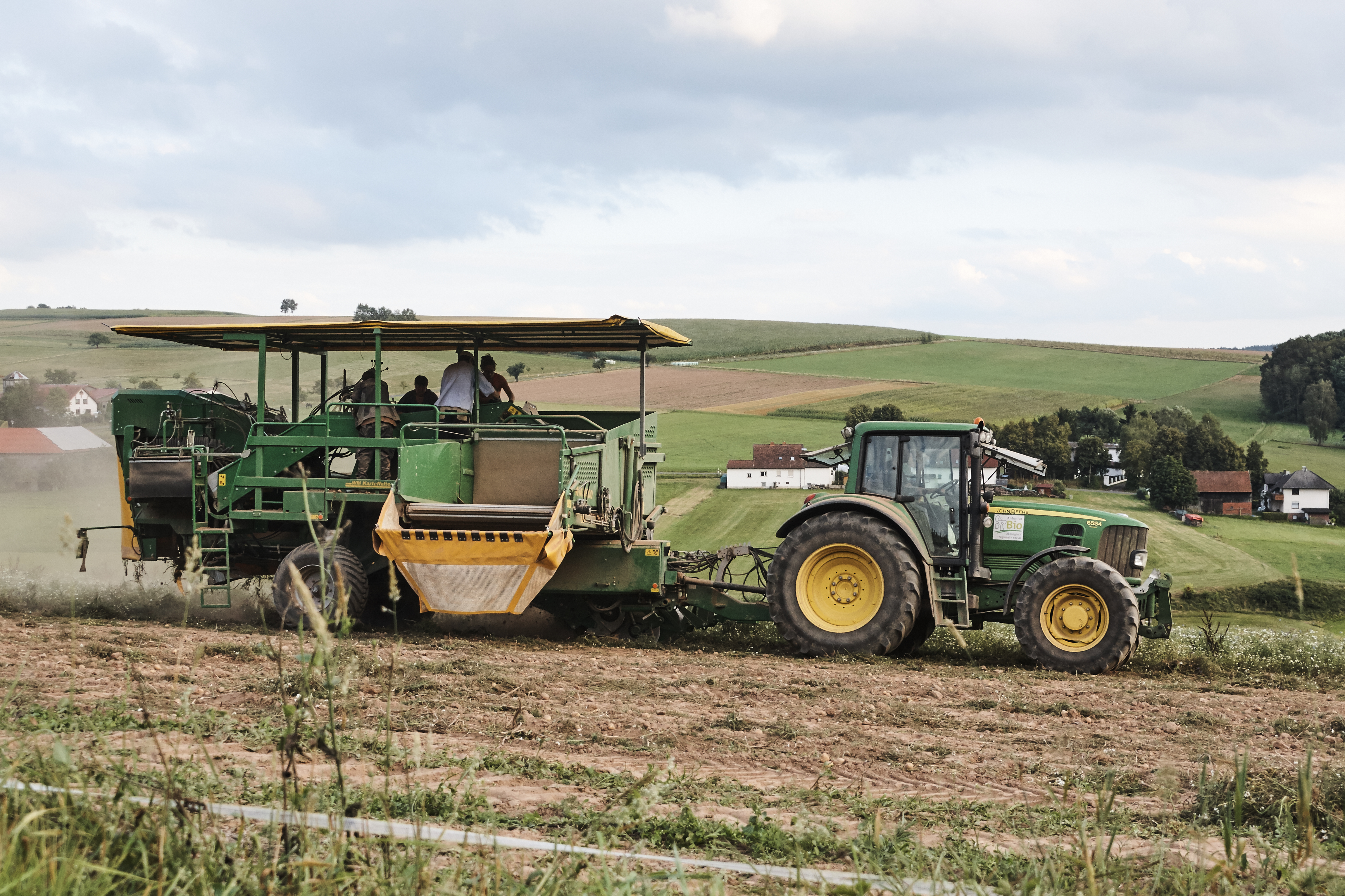
Kartoffelvollernter der WM Kartoffeltechnik

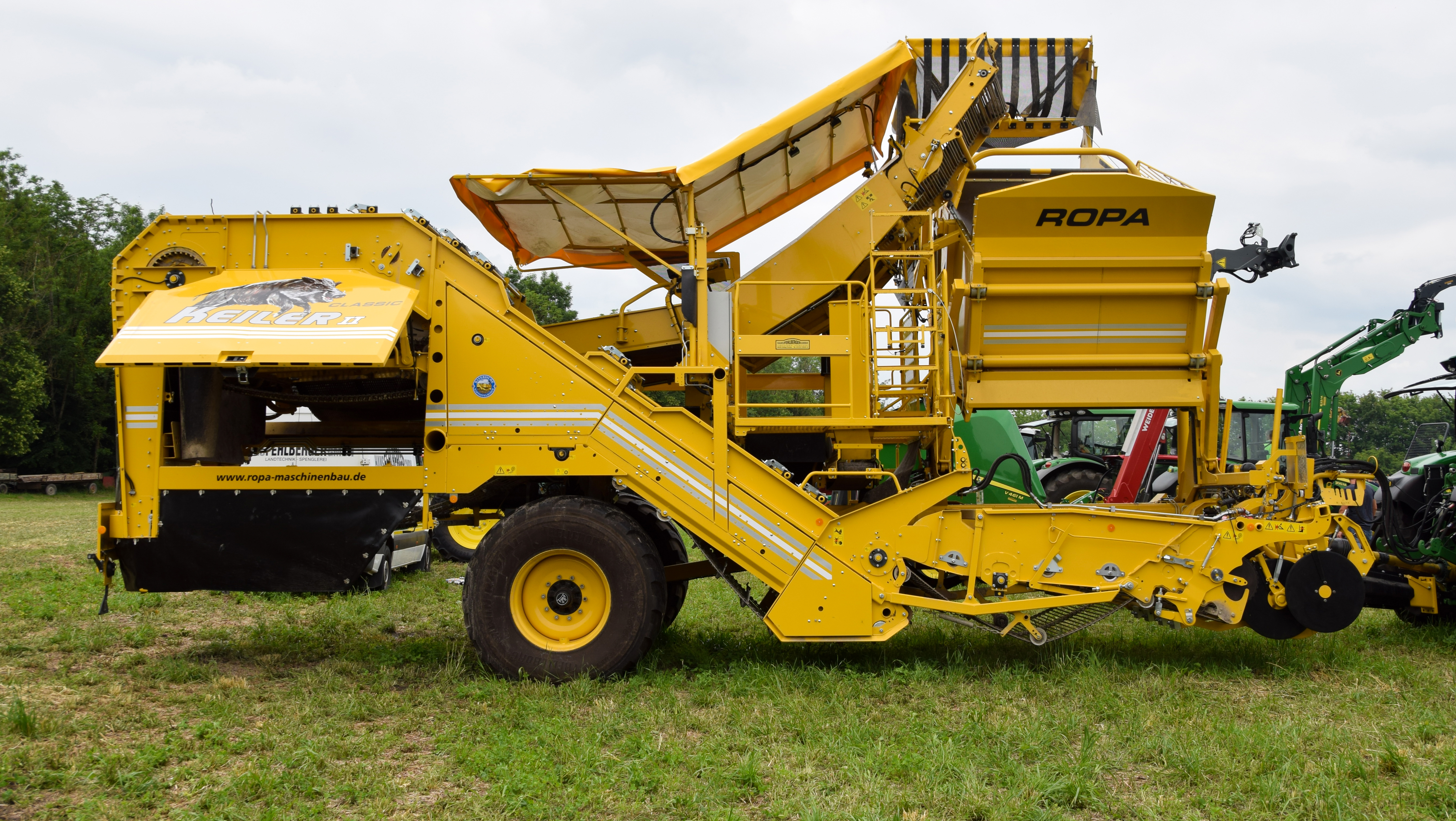
Gezogener Kartoffelvollernter Keiler II

Produktübersicht auf der Homepage:

### Rübenvollernter

#### 3-Achser

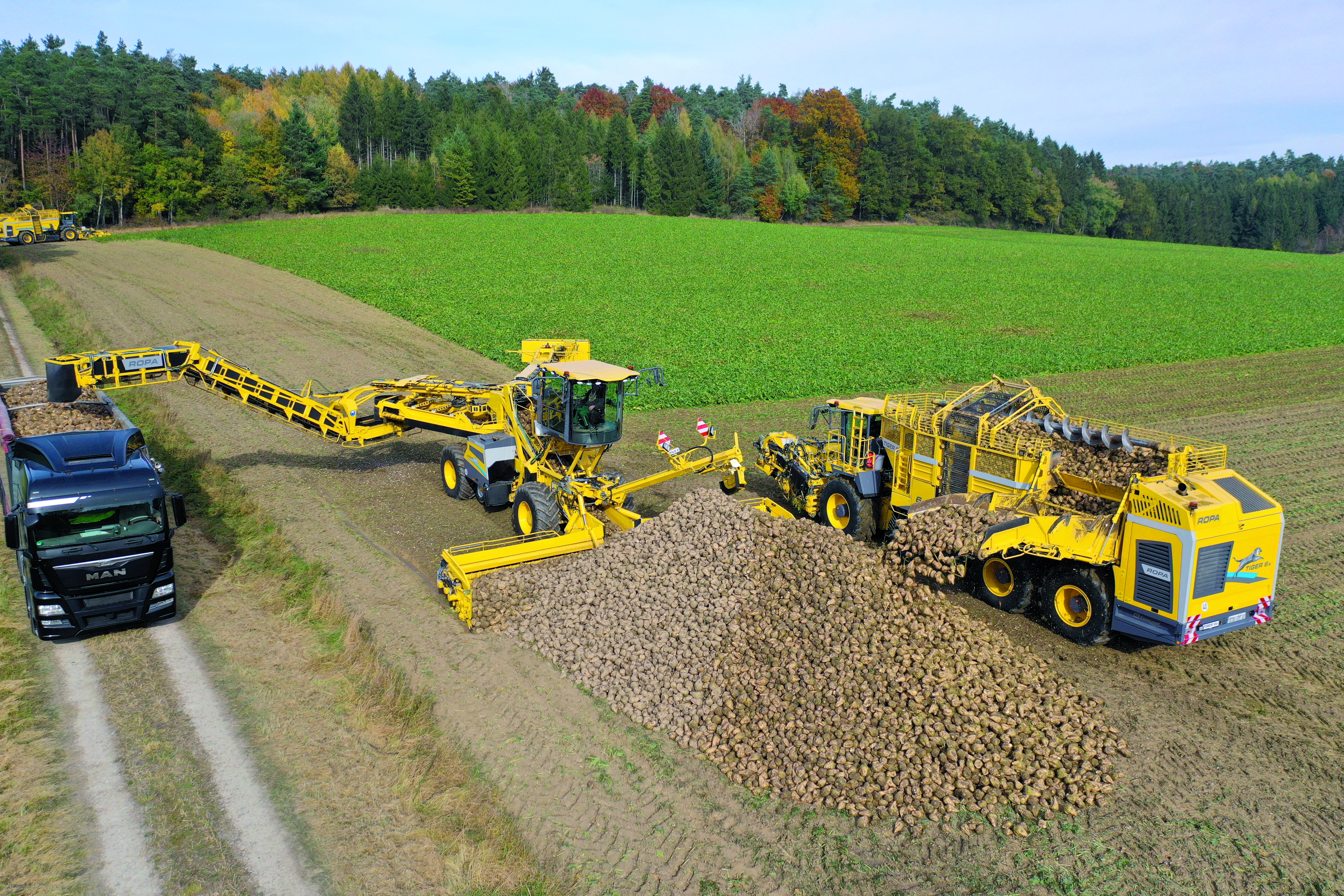
ROPA Maus 6 mit Tiger 6S - Zuckerrübenernte

- Tiger 6S
- ROPA Maus 6 mit Tiger 6S - ZuckerrübenernteTiger 6
- Tiger 5
- euro-Tiger V8-4
- euro-Tiger V8-4 XL
- euro-Tiger V8-3
- euro-Tiger V8-3 XL

#### 2-Achser
- Panther 2S
- Panther 2
- Panther

### Rübenreinigungslader
- Maus 6
- Maus 5
- euro-Maus 3
- euro-Maus 4
- BunkerMaus 5 (zum Laden auf festen Untergründen)
- NawaRo-Maus (für nachwachsende Rohstoffe)

### Kartoffelvollernter
- Keiler I
- Keiler II